# 第三邻国政策
第三邻国政策是蒙古国的一项外交政策。蒙古国作为內陸國家，仅与中国和俄罗斯接壤，两个大国历史上都曾将蒙古划入势力范围，第三邻国政策旨在与中俄以外的国家拓展关系。2011年2月10日，國家大呼拉尔將該外交政策寫入通過的决议中。
蒙古国经济结构单一，严重依赖铜、黄金、铀和煤炭等矿产资源的开采， 因此该国极易受到外国和参与资源开采的跨国公司的施加的影响。

## 示例
2018年3月中旬，蒙古国总统哈勒特马·巴特图勒嘎通过电报致信美国总统唐納·川普请求增加双边的贸易联系，信中说经济下行将影响蒙古国内的稳定，在专制主义抬头的地区里蒙古虽为“民主绿洲”，“但是对经济发展毫无助益”。 美国是蒙古的第三邻国之一，据蒙古国总统巴特图勒嘎称美国的贸易和投资可以避免蒙古重回专制统治。